# 1906年屆間運動會
屆間運動會，于1906年4月22日至5月2日在希臘雅典舉行。這次綜合運動會是在第三屆與第四屆的奧林匹克運動會之間所舉辦的，故称為「届间运动会」（Intercalated Games）；但該會成績沒有被國際奧林匹克委員會正式承認。

## 背景

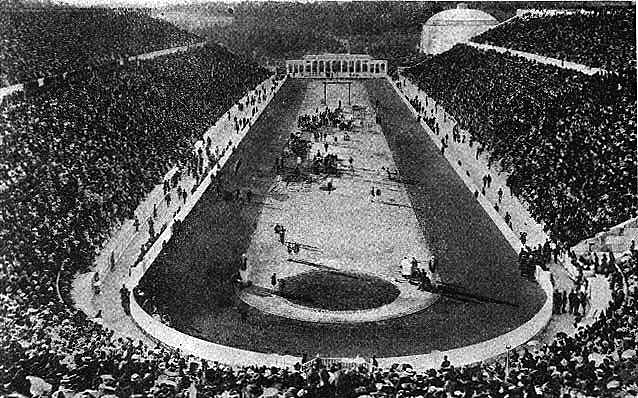
1906年的帕那辛纳克体育场

1901年，國際奧林匹克委員會規劃了第一個届间運動會，並計畫每四年，在兩屆傳統的國際奧林匹克運動會之間，在雅典舉辦届间運動會。這很明顯的是一種妥協的結果：1896年夏季奧林匹克運動會在雅典圓滿的落幕之後，希臘政府便表示他們可以每四年舉辦一次類似的運動會，因為希臘已經擁有便利的設施，也證明了他們可以辦好一個國際運動會，而這個提議得到了一些國家的支持。然而，皮埃爾·德·顧拜旦卻完全不這麼認為，他希望1900年的運動會可以在巴黎舉辦，他不希望巴黎因此失去了在國際舞台亮相的機會，也不希望因此失去了這個運動會，第二屆運動會於是在巴黎舉行，是為1900年夏季奧林匹克運動會。
然而，巴黎奧運的總體結果並不圓滿，並且被同在巴黎舉辦的世界博覽會鋒芒所掩蔽，國際奧林匹克委員會便決定支持希臘的建議，同意舉辦另一個四年一次的國際奧林匹克運動會，這個新的運動會將介於先前規劃的兩屆奧運之間，所有的運動都是國際奧林匹克運動會的比賽項目。其中比較特別的是，根據皮埃爾·德·顧拜旦的建議，不同的國家可以規劃、組織其中一半的運動比賽項目，以促進奧林匹克運動的國際化。另一半的運動項目，則由希臘國家奧林匹克委員會規劃。不過，運動會舉辦的時程與古代奧運的規劃相當不同，古代奧運是四年一次，現代奧運改成兩年一次。由於距離1902年時間過於倉促，希臘本身也面臨一些國內的問題，因此，第二屆雅典國際奧林匹克運動會決定在1906年舉辦。
1904年，路易斯安那交易博覽會搶走了當年夏季奧運的風采，面臨了和1900年巴黎奧運同樣的命運。由於國際奧林匹克運動會並沒有很順利地推廣，奧運會必須找回1896年夏季奧林匹克運動會的精神，但1908年夏季奧林匹克運動會將時隔多年之久，屆時願意參加奧運的運動選手恐怕所剩無幾。同此之時，羅馬市正在規劃一個世界博覽會，因此即將到來的雅典奧運似乎就成為國際奧運會重要的曙光。然而皮埃爾·德·顧拜旦仍然不喜歡設置新運動會的這個想法，他只是將職務所屬的業務辦好，並沒有盡力去幫助奧林匹克運動會恢復以往的光彩。但總體來說國際奧委會提供全力的支持，協助希臘國家奧林匹克委員會籌辦奧運會。

## 開幕式
這次的運動會包含了一個真正的開幕典禮，吸引了許多的群眾參加。參加比賽的運動選手，第一次以國家為單位，在所屬國家的國旗引導下進入體育場參加開幕式。這一個正式的開幕式在希腊喬治一世的觀禮下圓滿完成。

## 比赛项目

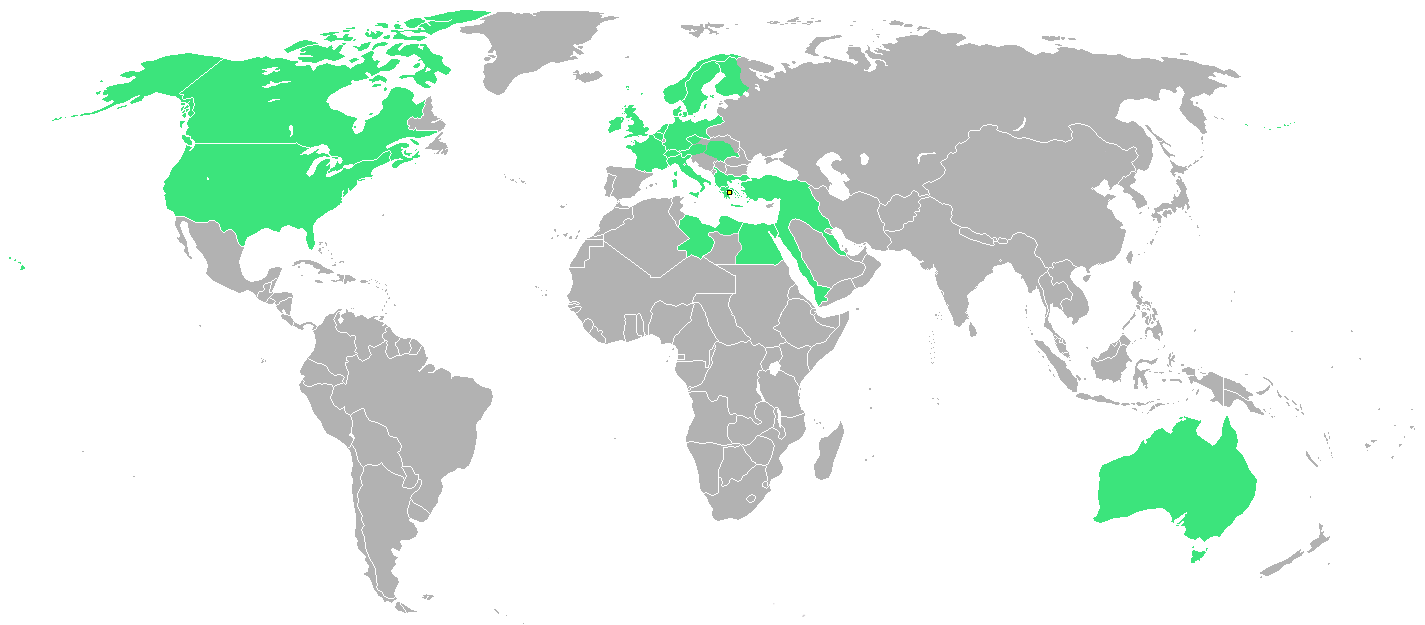
参赛国家和地区分布

| - 田径 - 自行车 - 跳水 - 击剑 - 足球 - 体操 - 赛艇 |  | - 射击 - 游泳 - 网球 - 拔河 - 举重 - 摔跤 |

## 参赛国家及地区
| - 法国 - 美国 - 希腊 - 英国 - 意大利 - 瑞士 - 德国 | - 挪威 - 奥地利 - 丹麦 - 瑞典 - 匈牙利 - 比利时 - 芬兰 | - 加拿大 - 荷兰 - 土耳其 - 混合代表隊 - 波希米亚 - 埃及 |

## 獎牌統計
| 屆間運動會獎牌統計 | 屆間運動會獎牌統計 | 屆間運動會獎牌統計 | 屆間運動會獎牌統計 | 屆間運動會獎牌統計 | 屆間運動會獎牌統計 |
| ------------------ | ------------------ | ------------------ | ------------------ | ------------------ | ------------------ |
| 名次               | 國家／地区         | Gold               | Silver             | Bronze             | 總計               |
| 1                  | 法国               | 15                 | 9                  | 16                 | 40                 |
| 2                  | 美国               | 12                 | 6                  | 6                  | 24                 |
| 3                  | 希腊               | 8                  | 13                 | 12                 | 33                 |
| 4                  | 英国               | 8                  | 11                 | 5                  | 24                 |
| 5                  | 意大利             | 7                  | 6                  | 3                  | 16                 |
| 6                  | 瑞士               | 5                  | 6                  | 4                  | 15                 |
| 7                  | 德国               | 4                  | 6                  | 1                  | 15                 |
| 8                  | 挪威               | 4                  | 2                  | 1                  | 7                  |
| 9                  | 奥地利             | 3                  | 3                  | 3                  | 9                  |
| 10                 | 丹麦               | 3                  | 2                  | 1                  | 6                  |

比利時與希臘的混合隊伍參加了一英里的雙槳划船賽，共获一枚银牌。在足球賽中，銀牌與銅牌隊伍分別來自仍屬於土耳其的士麦纳與萨洛尼卡，因此，將獎牌統計到土耳其的總獎牌數中。